# Anthony Thirlwall

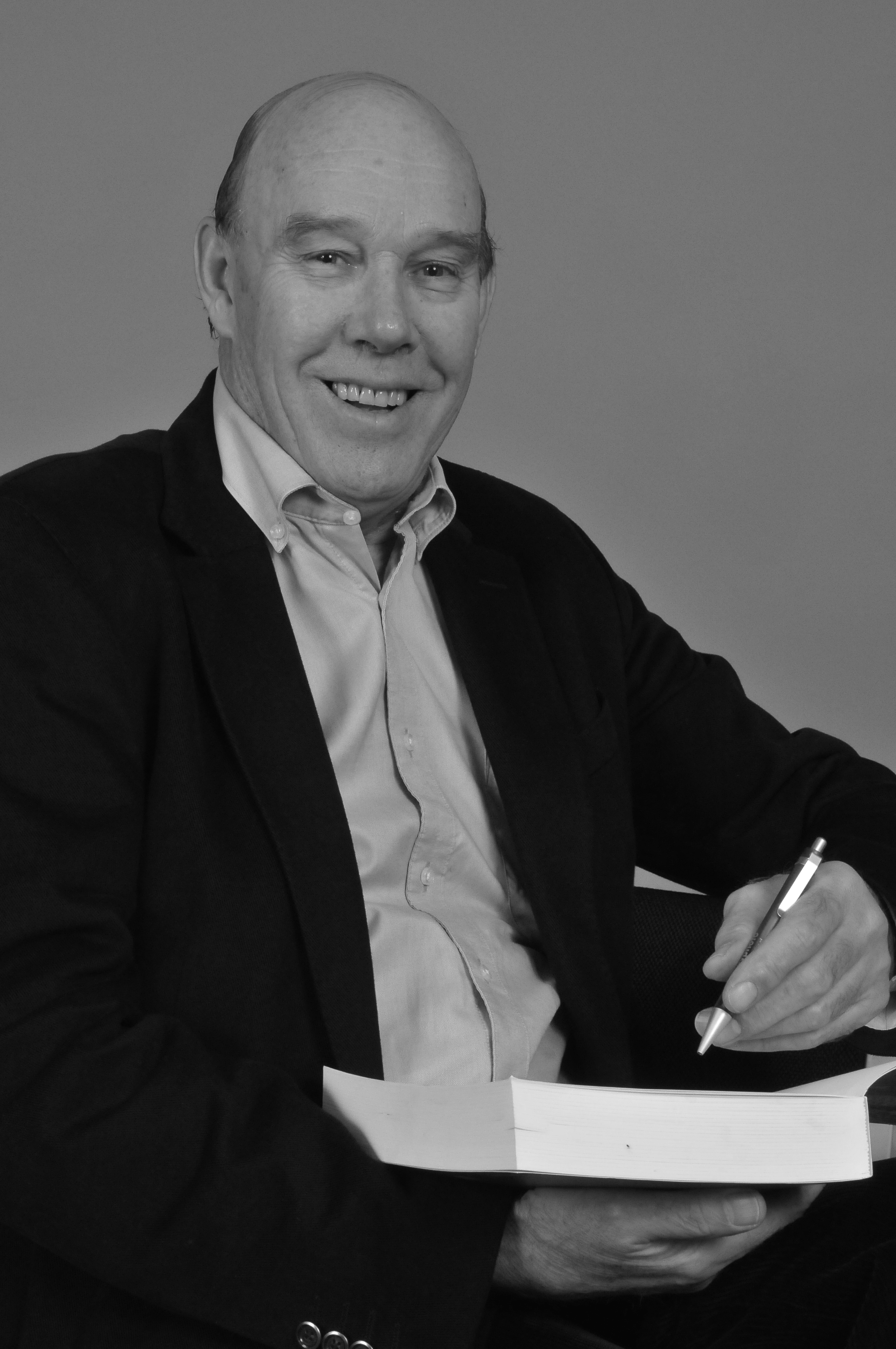
Anthony Thirlwall

Anthony Philip Thirlwall  (* 21. April 1941; † 8. November 2023) war ein britischer keynesianischer Wirtschaftswissenschaftler.

## Leben
Thirlwall wurde 1941 geboren. Er studierte Volkswirtschaftslehre in Leeds (B.A. 1962) und an der Clark University (M.A. 1963). 1964 kehrte er nach einem Aufenthalt als research student am Christ’s College (Cambridge) nach Leeds zurück und wurde 1968 promoviert. Bereits ab 1966 war er als lecturer, seit 1970 als senior lecturer an der University of Kent tätig, bevor er nach Berufung zum Reader in Kent 1976 zum Professor of Applied Economics ernannt wurde; die Stelle behielt er bis zu seiner Emeritierung 2004. 
Thirlwall beriet ferner vielfach politische Institutionen und wurde häufig zu Forschungszwecken und Gastprofessuren an ausländische Universitäten eingeladen, so unter anderem in Princeton (1971/72), Melbourne (1981) und der Universidad Nacional Autónoma de México. Seit 1998 war er Mitherausgeber des Journal of Post Keynesian Economics.

## Veröffentlichungen
- 1971, Growth and Development
- 1995, The Economics of Growth and Development, Selected Essays
- 1997, Macroeconomic Issues from a Keynesian Perspective: Selected Essays, Vol. 2
- 2008, Trade Liberalisation and The Poverty of Nations (mit Penelope Pacheco-Lopez)

## Ehrungen
- 2006, Festschrift Essays in Honour of A.P.Thirlwall

## Verweise
1. ↑  Fallece el economista británico Anthony Thirwall. In: updatemexico.com. 8. November 2023 (updatemexico.com [abgerufen am 8. November 2023]).

| Personendaten    | Personendaten                                             |
| ---------------- | --------------------------------------------------------- |
| NAME             | Thirlwall, Anthony P.                                     |
| ALTERNATIVNAMEN  | Thirlwall, A.P; Thirwall, Anthony Philip; Thirlwall, Tony |
| KURZBESCHREIBUNG | britischer Wirtschaftswissenschaftler                     |
| GEBURTSDATUM     | 21. April 1941                                            |
| STERBEDATUM      | 8. November 2023                                          |